# Eugeniusz Kozlowski
Eugeniusz Kozlowski (* 1925; † 1995) war ein polnischer Militärhistoriker für polnische Militärgeschichte im 20. Jahrhundert.

## Leben
Im Zweiten Weltkrieg kämpfte er als Soldat im 60. Regiment der Polnischen Heimatarmee. 1945 trat er in die reguläre Polnische Armee ein und wurde 1947 Leutnant. Von 1948 bis 1951 war er Lehrer für Militärgeschichte an der Pionieroffizierschule. 1954 schloss er sein Diplomstudium ab. 1954 bis 1960 war er Lehrer für Militärgeschichte an der Militärakademie. 1959 legte er sein M.A. Examen ab. 1960 bis 1974 war er Abteilungsleiter am Institut für Militärgeschichte für die Zeit 1914 bis 1945. 1962 promovierte er zum Doktor der Humanwissenschaften (Geschichte). 1963 wurde er Oberst. Von 1973 bis 1990 fungierte er als stellvertretender Direktor für wissenschaftliche Angelegenheiten im Institut für Militärgeschichte. Seit 1974 war er Mitglied der polnischen Kommission für Militärgeschichte in der Internationalen Kommission für Militärgeschichte. 1985 wurde er Professor für Militärwissenschaften. 1990 ging er in den Ruhestand.
Er ist Autor zahlreicher Bücher und Aufsätze zur polnischen Militärgeschichte im 20. Jahrhundert.